# Obertasove, Kompaniivka
Obertasove (în ucraineană Обертасове) este un sat în comuna Harmanivka din raionul Kompaniivka, regiunea Kirovohrad, Ucraina.

## Demografie
Componența lingvistică a localității Obertasove
     Ucraineană (96,55%)
     Rusă (3,45%)
Conform recensământului din 2001, majoritatea populației localității Obertasove era vorbitoare de ucraineană (96,55%), existând în minoritate și vorbitori de rusă (3,45%).